# Rio Arșița (Șișești)
O Rio Arşiţa é um rio da Romênia afluente do rio Şişeşti, localizado no distrito de Maramureş.